# Henryk Kusza
Henryk Kusza (ur. 16 listopada 1961) – polski judoka, trener judo i działacz sportowy.
Były zawodnik PKS Olimpia Poznań (1982-1987). Wicemistrz Polski seniorów 1983 w kategorii do 78 kg. Prezes UKS Gimnazjon Suchy Las. Założył w tym klubie sekcję judo. Był członkiem zarządu Polskiego Związku Judo.